# Saga de Alvin Maker
La saga de Alvin Maker es una serie de novelas fantásticas escritas por el estadounidense Orson Scott Card, en la que se combina la ucronía con la fantasía propiamente dicha. La saga transcurre en un mundo en el que, por ejemplo, los sucesores de Oliver Cromwell lograron mantener el Protectorado, en Francia no hubo revolución en 1789 y el rey, Luis XVII, mantuvo el poder hasta que Napoleón Bonaparte le destituyó por la violencia. La mayoría del relato, sin embargo, transcurre en una Norteamérica no independizada, en la que unos recién creados Estados Unidos tienen que sobrevivir entre colonias británicas y españolas. Sin embargo, las novelas se apartan de la ucronía al introducir el elemento mágico: las personas tienen dones especiales que incorporan a la vida cotidiana y existen todo tipo de hechizos y conjuros.
En este mundo nace Alvin. Se trata de un Hacedor, una persona de poder incomparable capaz de cambiar la naturaleza misma de las cosas. Se cuenta la historia de la vida de Alvin, desde su nacimiento como séptimo hijo de un séptimo hijo hasta su batalla con el Deshacedor que todo Hacedor tiene como némesis, y ante el empuje del cual fuerzas como el Bien o el Mal, Dios o el Diablo, quedan superadas.

## El mundo de Alvin Maker
Las novelas de Alvin Maker empiezan en algún punto de finales del siglo XVIII y transcurren durante el XIX.

### Norteamérica
Norteamérica está dividida en zonas:
- Nueva Inglaterra (capital Boston) pertenece al Protectorado británico, pero tiene una Asamblea legislativa independiente (la Asamblea de Massachusetts), cuyas leyes deben ser convalidadas por el Parlamento. Impera el puritanismo más estricto y está prohibido el uso de dones o el ateísmo, existiendo la posición del cazador de brujos. En el momento de iniciar el relato la política penal ante estos delitos lleva años siendo expulsar a los criminales a América, por lo que allí la magia se ha convertido en algo corriente; ante esto, se han empezado a castigar con la pena de muerte. No está permitida la esclavitud.
- Estados Unidos (capital Filadelfia) va desde el río Hudson hasta el Potomac. Consta de siete Estados, unidos en el Pacto Americano de Benjamin Franklin (que fue también quien empezó a usar la palabra “americanos”): Nueva Ámsterdam, Nueva Holanda, Nueva Orange (colonos holandeses), Nueva Suecia (colonos suecos), Pensilvania (colonos ingleses), Suskwahenny (colonos alemanes) e Irrakwa (nativos). Son una república moderna, con libertad de culto e imprenta, que trata de aumentar sus tierras mediante los pactos pacíficos y donde está prohibida la esclavitud y permitida la hechicería. Durante el relato estarán en tratos de incorporación a la Unión los Estados de Apalaches y los Nuevos Condados conquistados por estos: Tennizy, Kenituck y Cherriky. Además, se unirán los Territorios (vid. infra)y Hurón.
- Las Colonias de la Corona (capital Camelot) abarcan desde el Potomac hasta la península de Florida. Divididas en tres ducados (Virginia, Carolina y Jacobia) están gobernadas por el descendiente del último rey de Carlos I, Arturo Estuardo. Es una sociedad muy elitista, donde está permitida la esclavitud (de hecho está prohibida la existencia de negros libres) y que fomenta las disputas por ese tema en otros países.
- Apalaches (capital Franklin) es una república que limita en los Apalaches y el río Tennizy con las Colonias de la Corona. Está creada precisamente por exiliados de allí, dirigidos por Thomas Jefferson, y con el grueso del ejército del rey. Este desertó en masa después de que su general, George Washington, se negara a atacar a los apalachenses. El ejército se pasó al enemigo, pero Washington se entregó al rey, que le ejecutó. Otros ejércitos mandados por Arturo Estuardo fueron también incapaces de rendir Franklin, exitosamente defendida por Benedict Arnold, siendo al final destruidos. En los Apalaches está permitida la esclavitud: cuando empieza a acercarse a los EE. UU. (con vistas a su integración) firma el Tratado de Esclavos Fugitivos según el cual, aunque en la Unión tener siervos sea ilegal, todos los habitantes de ésta deben ayudar a los apalachenses a devolverles los suyos fugados. La esclavitud es más fuerte que en los propios Apalaches en los llamados "Nuevos Condados": Tennizy, Kenituck y Cherriky, gobernados en teoría desde Franklin. Las Colonias de la Corona alientan esta división.
- Florida y Nueva Barcelona son posesiones españolas. España ha sido conquistada por Napoleón, pero estas colonias tienen administración española y los franceses están discriminados. Se permite la esclavitud.
- Canadá es francesa. En el momento de inicio del relato, su gobernador es el marqués de La Fayette. Pierde Hurón (capital Fort Detroit) a manos de Andrew Jackson en El profeta rojo.
- Territorios: lugares apenas colonizados que entran en los Estados Unidos en el curso del relato.
  - Territorio del Hio (capital Río Hatrack). Es donde nace Alvin y donde se forma como herrero.
  - Territorio del Wobbish. La capital oscila entre Ciudad Cartago, gobernada por William Henry Harrison, e Iglesia de Vigor, fundada por la familia de Alvin en la confluencia entre el Wobbish y el Tippy Canoe, gobernada por Soldado de Dios Weaver.
  - Territorio del Río Ruidoso
- México: territorio de los indios mexica, que expulsaron a los españoles, y que conjugan sus tradiciones sangrientas con la posesión y uso de armas de fuego. En La ciudad de cristal, Tenska-Tawa destruye Tenochtitlan mediante un volcán.

### Europa
- Protectorado británico: gobernado por un Lord Protector descendiente de Cromwell, es una sociedad muy puritana. La magia está prohibida.
- Imperio francés: Francia empieza siendo un imperio en expansión, primero bajo un rey Carlos y luego bajo Luis XVII, cuyo general Napoleón conquistó para él España. Tras una serie de intrigas por parte de La Fayette (narradas en El profeta rojo), Napoleón Bonaparte derroca al rey y sube al trono, proclamándose Emperador y tomando el Sacro Imperio Romano Germánico, Austria e Italia, deteniéndose en el Canal de la Mancha y en los Urales

## El problema de la esclavitud
Como hemos visto, hay disputas entre los esclavistas (Apalaches con sus Nuevos Condados y Colonias de la Corona) y los abolicionistas (Estados Unidos). El asunto queda agravado por la voluntad de Apalaches de integrarse en la Unión, y por los intentos de las Colonias de bloquear esa integración por medio de la división de la sociedad apalachense o incluso la guerra. Parece haber varias soluciones; ninguna satisfactoria: no se puede permitir la secesión de los Nuevos Condados ni su incorporación como Estados esclavistas a la Unión porque eso destruiría a la República, y una guerra con las Colonias sería muy destructora. Sin embargo, esta se acerca a pasos agigantados.

## Los libros
Son seis, aunque hay rumores de un séptimo:
- El séptimo hijo (Seventh Son, 1987)
- El profeta rojo (Red Prophet, 1988)
- Alvin el aprendiz (Prentice Alvin, 1989)
- Alvin el oficial (Alvin Journeyman, 1995)
- Fuego del corazón (Heartfire, 1998)
- La ciudad de cristal (The Crystal City, 2003)
- Master Alvin (Master Alvin)

## Personajes

### Protagonistas
- Alvin Miller Junior / Smith / Maker.
- Peggy Guester / Larner.
- Truecacuentos/Bill
- Calvin Miller
- Arturo Estuardo
- Mesura Miller

### Familia de Alvin
- Alvin Miller Senior
- Fe Miller
- Mesura Miller
- Vigor Miller
- Eleanor Miller/Weaver
- Resto de familia Miller: David, Calma y los gemelos Moderación y Previsión. No son demasiado importantes en el relato.
- Soldado de Dios Weaver

### En Río Hatrack
- Horace Guester
- Peg Guester
- Pacífico Smith
- Paul Wiseman
- Po Doggly

### Al servicio del Deshacedor
- Reverendo Philadelphia Thrower.
- Cavil Planter

### Indios
- Ta-Kumsaw / Isaac
- Tenskwa-Tawa / Lolla Wossiky / Hombre Refulgente

### Miscelánea
- Verily Cooper
- Beca
- Mike Fink

- Datos: Q3008321